# (16959) 1998 QE17
A (16959) 1998 QE17 a Naprendszer kisbolygóövében található aszteroida. A LINEAR projekt keretében fedezték fel 1998. augusztus 17-én.